# Новониколаевка (Новобугский район)
Новоникола́евка (укр. Новомиколаївка) — село в Новобугском районе Николаевской области Украины, центр Новониколаевского сельского совета. Расположена в 25 км к западу от районного центра — города Новый Буг и в 30 км от железнодорожной станции Новый Буг.
Население — 617 человек.
Сельскому совету подчинены населённые пункты: Весёлый Подол, Майское, Павловка, Привольнянское. В Новониколаевке размещена центральная усадьба колхоза «Россия», за которым закреплено 6550 га пахотной земли. Хозяйство — зернового и мясо-молочного направления. Выращивают озимую пшеницу, ячмень, кукурузу, подсолнух, сахарную свёклу.

## История
Новониколаевка основана в 1887 году переселенцами из Елизаветградского уезда Херсонской губернии.

## Образование, культура
В селе есть двенадцатилетняя школа, детский сад, дом культуры, библиотека.